# كارل هانسن
كارل هانسن (بالدنماركية: Carl "Skomager" Hansen)‏ (7 مايو 1898 كوبنهاغن الدنمارك - 19 مايو 1978 كوبنهاغن الدنمارك) هو لاعب كرة قدم دانمركي سابق كان يلعب كمهاجم، شارك في الألعاب الأولمبية الصيفية 1920.

## روابط خارجية
- كارل هانسن على موقع أوليمبيديا (الإنجليزية)